# Городищенський заказник
Городищенський — ботанічний заказник місцевого значення в Черкаському районі Черкаської області.

## Опис
Заказник площею 1,5 га розташовано на території Мліївської сільської громади у кв. 30 вид. 41, 42 Городищенського лісництва.
Як об'єкт природно-заповідного фонду створено рішенням Черкаського облвиконкому від 22.01.1982 р. № 12. Землекористувач або землевласник, у віданні якого перебуває заповідний об'єкт — ДП «Смілянський лісгосп».
Ділянки дубового та вільхового лісу у заплаві лісового струмка. На території заказника у трав'яному покриві зростає лікарська рослина — валеріана лікарська.
Входить до об'єкту Смарагдової мережі «Чекаський бір» (UA0000254).

## Галерея

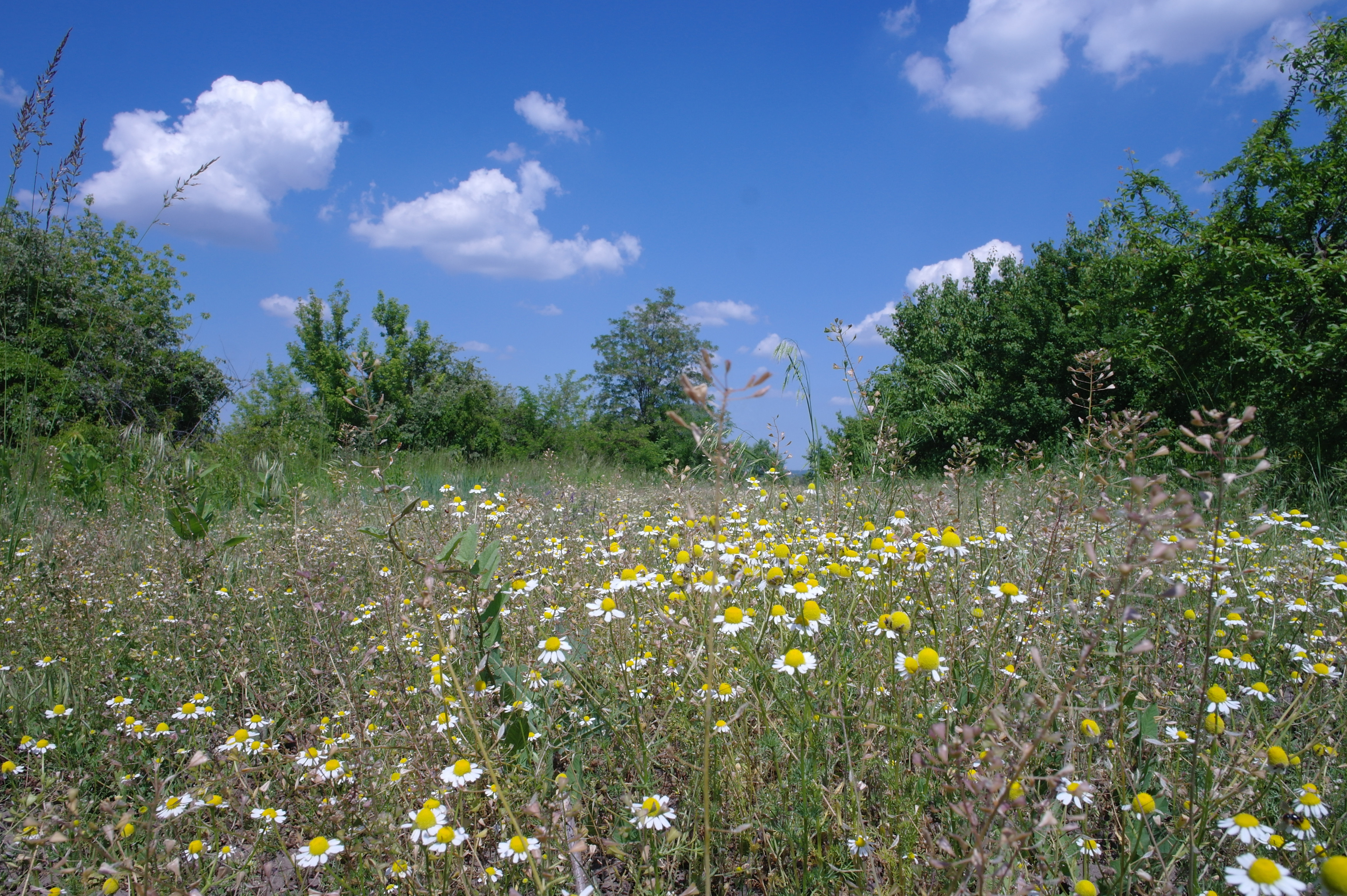